# Scipione Borghese (1734-1782)
Scipione Borghese (Roma, 1º aprile 1734 – Roma, 26 dicembre 1782) è stato un cardinale e arcivescovo cattolico italiano.

## Biografia

### I primi anni e l'inizio della carriera ecclesiastica
Scipione nacque il 1º aprile 1734 a Roma, sesto dei dieci figli di Camillo Borghese, IV principe di Sulmona, V principe di Vivaro, e di Agnese Colonna, dei principi e duchi di Paliano. Suoi fratelli e sorelle furono Eleonora, Maria Vittoria, Marcantonio III, Livia, Paolo Aldobrandini, Ippolito (morto infante), Giovanni Battista (morto infante), Orazio e Giacomo (morto infante). Egli era a sua volta nipote del cardinale Francesco Scipione Maria Borghese per parte di padre, mentre suo zio materno era il cardinale Girolamo Colonna di Sciarra, nonché cugino dei cardinali Marcantonio Colonna e Pietro Colonna Pamphili, vantando sempre nella sua progenie una serie di cardinali e prelati della curia romana.
Destinato sin da giovane alla carriera ecclesiastica, studiò al Convitto Tolomei di Siena per poi passare all'Università La Sapienza di Roma dove ottenne il dottorato in utroque iure il 27 aprile 1756.
Entrato nel Sovrano Militare Ordine di Malta nel luglio del 1735, grazie alla protezione di suo zio il cardinale Colonna, egli iniziò la sua carriera curiale e venne nominato vicario della basilica patriarcale liberiana dal gennaio del 1756. Protonotario apostolico di numero partecipante dal maggio del 1756 sino al 1765, nel giugno del 1756 divenne anche referendario del tribunale della Segnatura apostolica.
Ordinato sacerdote il 22 settembre 1759, dal dicembre di quello stesso anno divenne consultore della Sacra Congregazione dei Riti, passando al ruolo di segretario dall'aprile del 1762.

### L'episcopato
Eletto arcivescovo titolare di Teodosia dal 5 giugno 1765, venne consacrato il 9 giugno successivo nell cappella paolina della basilica patriarcale liberiana a Roma per mano del cardinale Marcantonio Colonna, assistito da Domenico Giordani, arcivescovo titolare di Nicomedia, e da Giovanni Lercari, arcivescovo titolare di Adrianopoli. Assistente al Trono Pontificio dal 16 luglio 1765, divenne prefetto del cubicolo di Sua Santità dal 23 luglio dell'anno successivo, venendo confermato a quell'incarico anche dal nuovo pontefice Clemente XIV il 4 luglio 1769. Con Clemente XIII Scipione Borghese aveva avuto un rapporto privilegiato dal momento che fu uno dei collaboratori più attenti del pontefice durante la parte più drammatica del suo pontificato, ingaggiato per la disperata difesa della Compagnia di Gesù, sforzi che si presentarono vani con Clemente XIV che soppresse definitivamente la congregazione nel 1773.

### Il cardinalato
Creato cardinale presbitero nel concistoro del 10 settembre 1770, ricevette la berretta cardinalizia tre giorni dopo ed il titolo di Santa Maria sopra Minerva il 12 dicembre di quello stesso anno. Venne quindi ascritto nella Sacra Congregazione dei Riti, in quella per le Indulgenze e le Sacre Reliquie, delle Acque e delle Strade, nonché nella Fabbrica di San Pietro. Protettore del Collegio Clementino di Roma e della chiesa nazionale senese, acquisì anche il protettorato dell'Arciconfraternita del Santissimo Sacramento di San Lorenzo in Lucina a Roma e del comune di Filo di Cento. Legato a Ferrara dal 16 dicembre 1711, succedette in questo incarico al cardinale Girolamo Spinola: giunse nella sua legazione l'11 giugno 1772, ma fu frequentemente assente, preferendo lasciare la gestione degli affari locali al suo vice legato, Francesco Pignatelli; durante il suo periodo di reggenza della legazione, ad ogni modo, egli non mancò di lasciare il suo segno riorganizzando l'università di Ferrara secondo le nuove direttive volute nel 1771 da Clemente XIV, ponendo grande attenzione ai lavori di riforma che vennero condotti dal ferrarese Giammaria Riminaldi, decano della Sacra Rota. Sempre nel ferrarese si applicò per la chiusura degli ex collegi dei gesuiti, passandoli alla congregazione dei somaschi. Nel 1774 prese parte al conclave che elesse papa Pio VI l'anno successivo. Il 1º marzo 1779 divenne Camerlengo del Sacro Collegio dei Cardinali, rimanendo in carica sino al 20 marzo 1780. Dal 29 dicembre 1779 divenne anche protettore dei Chierici Regolari Minori Osservanti.
Morì a Roma il 26 dicembre 1782, a 48 anni. La sua salma venne esposta nella chiesa del suo titolo, dove ebbero luogo anche i funerali, e venne sepolto nella Cappella Borghese della basilica patriarcale liberiana. Lasciò tutti i suoi possedimenti al fratello Marcantonio.

## Genealogia episcopale e successione apostolica
La genealogia episcopale è:
- Cardinale Scipione Rebiba
- Cardinale Giulio Antonio Santori
- Cardinale Girolamo Bernerio, O.P.
- Arcivescovo Galeazzo Sanvitale
- Cardinale Ludovico Ludovisi
- Cardinale Luigi Caetani
- Cardinale Ulderico Carpegna
- Cardinale Paluzzo Paluzzi Altieri degli Albertoni
- Papa Benedetto XIII
- Papa Benedetto XIV
- Papa Clemente XIII
- Cardinale Marcantonio Colonna
- Cardinale Scipione Borghese

La successione apostolica è:
- Vescovo Enrico Celaja (1772)
- Vescovo Rocco Maria Barsanti, C.R.M. (1775)
- Vescovo Giuseppe Maria Bressa, O.S.B. (1779)
- Vescovo Giovanni Lotrecchi (1780)

## Ascendenza
|                                                   |                                                          |                                                                               | Genitori                                                                           |  |  | Nonni |  |  | Bisnonni                                           |  |  | Trisnonni      |  |
|                                                   |                                                          |                                                                               |                                                                                    |  |  |       |  |  | Giovanni Battista Borghese, II principe di Sulmona |  |  | Paolo Borghese |  |
|                                                   |                                                          |                                                                               |                                                                                    |  |  |       |  |  | Giovanni Battista Borghese, II principe di Sulmona |  |  | Paolo Borghese |  |
|                                                   |                                                          | Olimpia Aldobrandini, III principessa di Meldola                              |                                                                                    |  |  |       |  |  | Giovanni Battista Borghese, II principe di Sulmona |  |  |                |  |
| Marcantonio III Borghese, III principe di Sulmona |                                                          |                                                                               |                                                                                    |  |  |       |  |  | Giovanni Battista Borghese, II principe di Sulmona |  |  |                |  |
|                                                   |                                                          | Eleonora Boncompagni                                                          | Ugo Boncompagni, IV duca di Sora                                                   |  |  |       |  |  |                                                    |  |  |                |  |
|                                                   |                                                          | Eleonora Boncompagni                                                          | Ugo Boncompagni, IV duca di Sora                                                   |  |  |       |  |  |                                                    |  |  |                |  |
|                                                   |                                                          | Eleonora Boncompagni                                                          | Maria Ruffo                                                                        |  |  |       |  |  |                                                    |  |  |                |  |
| Camillo Borghese, IV principe di Sulmona          |                                                          | Eleonora Boncompagni                                                          |                                                                                    |  |  |       |  |  |                                                    |  |  |                |  |
|                                                   |                                                          | Carlo Spinola, principe di Sant'Angelo                                        | Andrea Spinola, doge di Genova                                                     |  |  |       |  |  |                                                    |  |  |                |  |
|                                                   |                                                          | Carlo Spinola, principe di Sant'Angelo                                        | Andrea Spinola, doge di Genova                                                     |  |  |       |  |  |                                                    |  |  |                |  |
|                                                   |                                                          | Carlo Spinola, principe di Sant'Angelo                                        | Cecilia Spinola                                                                    |  |  |       |  |  |                                                    |  |  |                |  |
| Livia Spinola                                     |                                                          | Carlo Spinola, principe di Sant'Angelo                                        |                                                                                    |  |  |       |  |  |                                                    |  |  |                |  |
|                                                   |                                                          | Violante Spinola                                                              | Filippo Spinola                                                                    |  |  |       |  |  |                                                    |  |  |                |  |
|                                                   |                                                          | Violante Spinola                                                              | Filippo Spinola                                                                    |  |  |       |  |  |                                                    |  |  |                |  |
|                                                   |                                                          | Violante Spinola                                                              | Livia Centurione                                                                   |  |  |       |  |  |                                                    |  |  |                |  |
| Scipione Borghese                                 |                                                          | Violante Spinola                                                              |                                                                                    |  |  |       |  |  |                                                    |  |  |                |  |
|                                                   | Lorenzo Onofrio Colonna, VIII principe e duca di Paliano | Marcantonio V Colonna, VII principe e duca di Paliano                         |                                                                                    |  |  |       |  |  |                                                    |  |  |                |  |
|                                                   | Lorenzo Onofrio Colonna, VIII principe e duca di Paliano | Marcantonio V Colonna, VII principe e duca di Paliano                         |                                                                                    |  |  |       |  |  |                                                    |  |  |                |  |
|                                                   | Lorenzo Onofrio Colonna, VIII principe e duca di Paliano | Isabella Gioeni                                                               |                                                                                    |  |  |       |  |  |                                                    |  |  |                |  |
| Filippo II Colonna, IX principe e duca di Paliano | Lorenzo Onofrio Colonna, VIII principe e duca di Paliano |                                                                               |                                                                                    |  |  |       |  |  |                                                    |  |  |                |  |
|                                                   |                                                          | Maria Mancini                                                                 | Michele Lorenzo Mancini                                                            |  |  |       |  |  |                                                    |  |  |                |  |
|                                                   |                                                          | Maria Mancini                                                                 | Michele Lorenzo Mancini                                                            |  |  |       |  |  |                                                    |  |  |                |  |
|                                                   |                                                          | Maria Mancini                                                                 | Girolama Mazzarini                                                                 |  |  |       |  |  |                                                    |  |  |                |  |
| Agnese Colonna di Paliano                         |                                                          | Maria Mancini                                                                 |                                                                                    |  |  |       |  |  |                                                    |  |  |                |  |
|                                                   |                                                          | Giovanni Battista Pamphili, II principe di San Martino al Cimino e Valmontone | Camillo Francesco Maria Pamphili, I principe di San Martino al Cimino e Valmontone |  |  |       |  |  |                                                    |  |  |                |  |
|                                                   |                                                          | Giovanni Battista Pamphili, II principe di San Martino al Cimino e Valmontone | Camillo Francesco Maria Pamphili, I principe di San Martino al Cimino e Valmontone |  |  |       |  |  |                                                    |  |  |                |  |
|                                                   |                                                          | Giovanni Battista Pamphili, II principe di San Martino al Cimino e Valmontone | Olimpia Aldobrandini                                                               |  |  |       |  |  |                                                    |  |  |                |  |
| Olimpia Pamphilj                                  |                                                          | Giovanni Battista Pamphili, II principe di San Martino al Cimino e Valmontone |                                                                                    |  |  |       |  |  |                                                    |  |  |                |  |
|                                                   |                                                          | Violante Facchinetti                                                          | Innocenzo Facchinetti, III marchese di Vianino                                     |  |  |       |  |  |                                                    |  |  |                |  |
|                                                   |                                                          | Violante Facchinetti                                                          | Innocenzo Facchinetti, III marchese di Vianino                                     |  |  |       |  |  |                                                    |  |  |                |  |
|                                                   |                                                          | Violante Facchinetti                                                          | Ippolita Albergati-Capacelli                                                       |  |  |       |  |  |                                                    |  |  |                |  |
|                                                   |                                                          | Violante Facchinetti                                                          |                                                                                    |  |  |       |  |  |                                                    |  |  |                |  |